# Gümüşhane (tartomány)
Gümüşhane tartomány Törökország egyik tartománya a Fekete-tengeri régióban, székhelye Gümüşhane városa. Keleten Bayburt, északon Trabzon, nyugaton Giresun és Erzincan határolja. Nevének jelentése „ezüstház”, jelezve, hogy a tartomány gazdag ezüstben és bronzban.

## Körzetei
A tartománynak hat körzete van:
- Gümüşhane
- Kelkit
- Köse
- Kürtün
- Şiran
- Torul

## Külső hivatkozások
A tartomány honlapja (törökül)